# 마이트 말름스텐
마이트 말름스텐(에스토니아어: Mait Malmsten, 1972년 9월 6일 ~ )은 에스토니아의 배우이다.

## 출연 작품
- 세네카스 데이 (2016)
- 1944 (2015)
- 러브 이스 블라인드 (2013)
- 데몬스 (2012)
- 로테와 문스톤의 비밀 (2011)
- 바헤터스 (2010)
- 더 스노우 퀸 (2010)
- 로스트 앤드 파운드 (2005)